# Liste de minéraux (lettre Z)
Pour un article plus général, voir Liste de minéraux
- Zabuyélite
- Zaccagnaïte
- Zahérite
- Zaïrite
- Zajacite-(Ce)
- Zakharovite
- Zálesíite
- Zanazziite
- Zapatalite
- Zaratite
- Zavaritskite
- Zdenékite
- Zektzerite
- Zellérite
- Zemannite
- Zemkorite
- Zenzénite
- Zéophyllite
- Zeunérite
- Zhanghengite
- Zharchikhite
- Zhemchuzhnikovite
- Zhonghuacérite-(Ce)
- Ziésite
- Zimbabwéite
- Zinalsite
- Zinc natif
- Zincaluminite
- Zincite ZnO
- Zinc-mélantérite
- Zincobotryogène
- Zincochromite
- Zincocopiapite
- Zincogartrellite
- Zincohögbomite-2N2S,  [(Zn,Al,FeII)3(Al,FeIII,Ti)8O15(OH)]2
- Zincohögbomite-2N6S,  [(Zn,Mg)7(Al,FeIII,Ti)16O31(OH)]2
- Zincovoltaïte
- Zincowoodwardite
- Zincrosasite, azurite-rosasite, carbonate. Découvert en 1959 à Tsumeb, Otavi (Namibie).
- Zincrosélite
- Zincsilite
- Zinc-zippéite
- Zinkénite
- Zinnwaldite
- Zippéite
- Zircon ZrSiO4
- Zirconolite
- Zircophyllite
- Zircosulfate
- Zirkélite
- Zirklérite
- Zirsinalite
- Zlatogorite
- Znucalite
- Zodacite
- Zoïsite
- Zorite
- Zoubékite
- Zugshunstite-(Ce)
- Zunyite
- Zussmanite
- Zvyagintsévite
- Zwiesélite
- Zykaïte